# Ihor Kostenko
Ihor Ihorowycz Kostenko (ukr. Ігор Ігорович Костенко, ur. 31 grudnia 1991 w Zubrzcu, zm. 20 lutego 2014 w Kijowie) – ukraiński dziennikarz, absolwent kolegium im. św. Józefata w Buczaczu w 2009 r., student geografii na Uniwersytecie im. Iwana Franki we Lwowie, działacz Euromajdanu. Zginął od kuli snajpera podczas konfrontacji na ulicy Institutskiej.
Bohater Ukrainy, jeden z Niebiańskiej Sotni. Był również wikipedystą, edytował w ukraińskiej Wikipedii używając nicka Ig2000. Na dorocznej konferencji Wikimania, odbywającej się w 2014 roku w Londynie, Jimmy Wales zapowiedział pośmiertne wyróżnienie Ihora Kostenki nagrodą Wikipedysty Roku.